# Emilio Aguinaldo
Generál Emilio Aguinaldo y Famy (22. března 1869 – 6. února 1964) byl filipínský politik, vojevůdce a revoluční hrdina. V roce 1899 se stal prezidentem první filipínské republiky; bylo mu tehdy pouhých 30 let. Byl také v exilu v Hongkongu. Zemřel v roce 1964.